# Jade-Totengewand

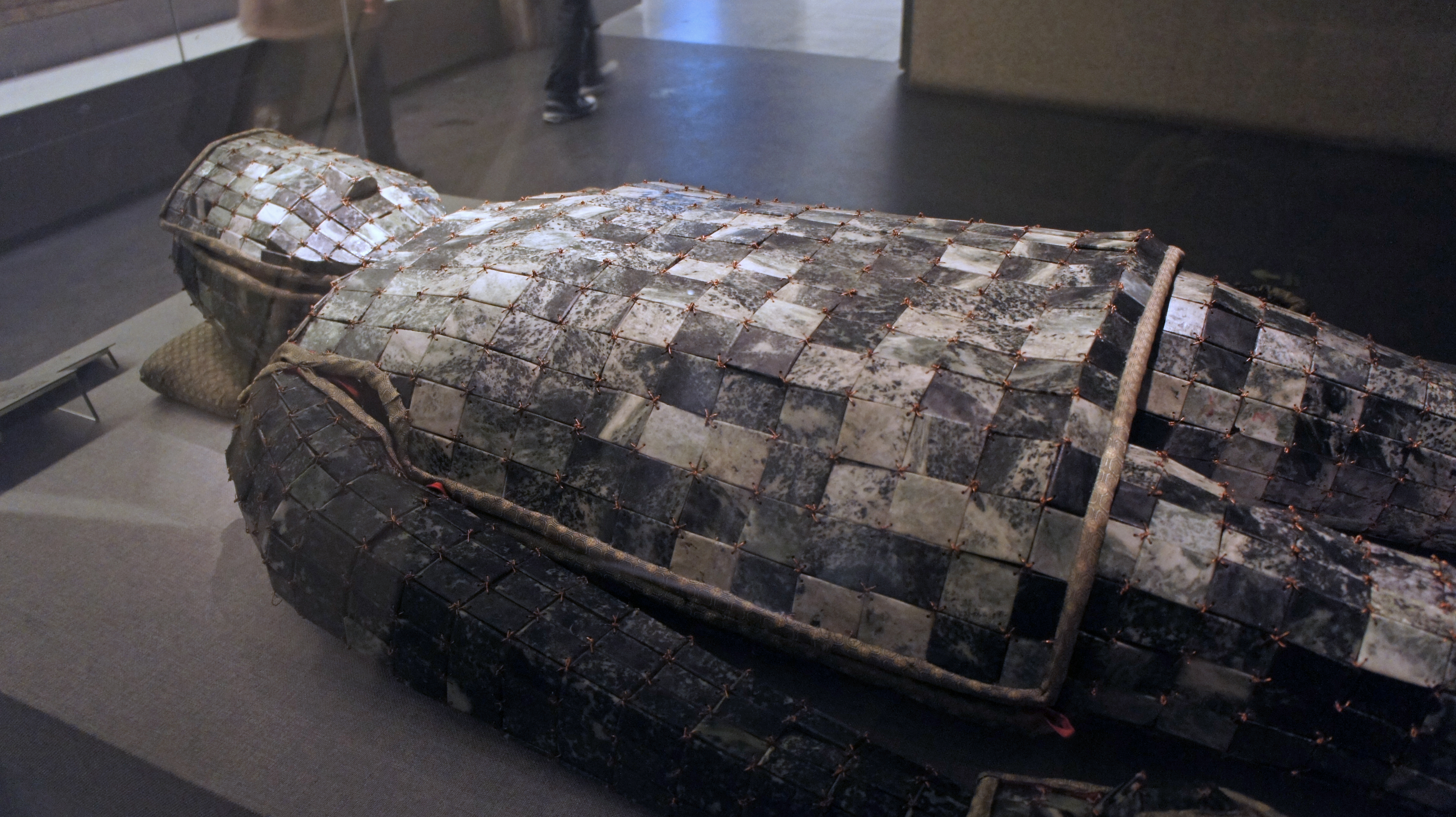
Jade-Totengewand von Liu Sui, Prinz von Liang, aus der Westlichen Han-Zeit, hergestellt aus 2.008 Jade-Stücken

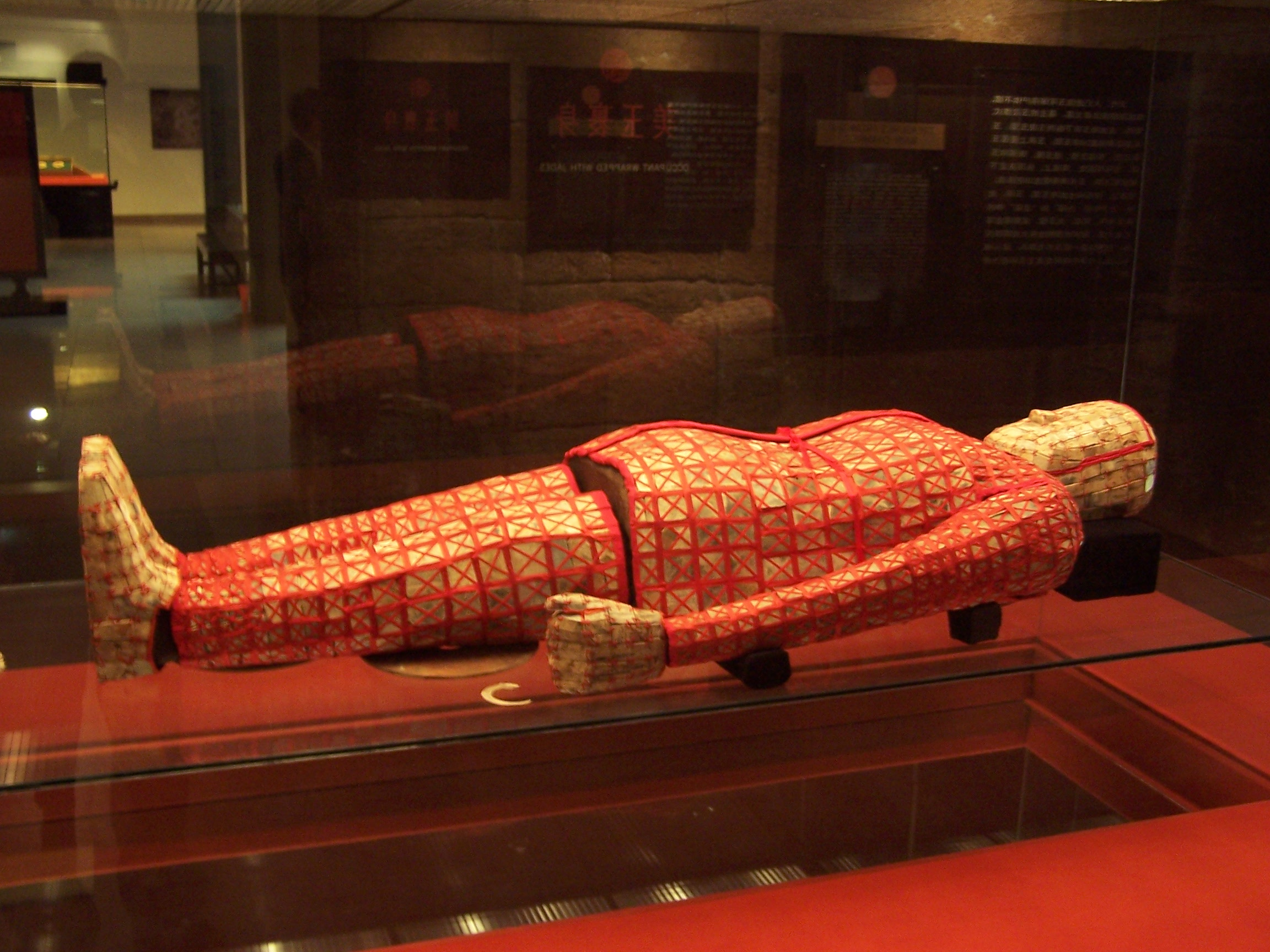
Jade-Totengewand im Museum des Mausoleums des Königs von Nanyue aus der Zeit der Westlichen Han-Dynastie in Guangzhou

Ein Jade-Totengewand (chinesisch 玉衣, Pinyin yù yī, englisch jade burial suit) ist ein zeremonielles Gewand aus Jade-Stücken, in welchem Mitglieder der königlichen Familie in der chinesischen Han-Dynastie bestattet wurden.

## Struktur
Die Jadestücke der gefundenen Jadeanzüge waren meist quadratisch oder rechteckig, es wurden jedoch auch dreieckige, trapezförmige und rhombenförmige Plaketten gefunden. Die Plaketten waren häufig mit Draht zusammengehalten, der durch kleine Löcher in der Nähe der Ecken jedes Stücks gefädelt wurde. Die Zusammensetzung des Drahtes variiert, und es wurden mehrere Anzüge gefunden, die entweder mit Gold oder Silber zusammengehalten wurden. Andere Anzüge, wie der von König Zhao Mo, wurden mit Seidenfäden oder Seidenbändern zusammengehalten, welche über die Kanten der Plaketten ragten. In einigen Fällen wurden unter der Kopfbedeckung weitere Jadestücke gefunden, darunter geformte Plaketten zum Bedecken der Augen und Stöpsel für Ohren und Nase.
Laut dem Buch der Späteren Han-Dynastie, Hou Hanshu, war die Art des verwendeten Drahtes vom Stand der begrabenen Person abhängig. Für die Jadebestattungsgewänder der Kaiser wurden Goldfäden verwendet, für Prinzen, Prinzessinnen, Herzöge und Markgrafen Silberfäden; für die Söhne und Töchter derjenigen, denen Silberfäden gegeben wurden, Kupferfäden und für niedere Aristokraten Seidenfäden. Allen anderen war es verboten, in Jadebestattungsgewändern bestattet zu werden.
Die Untersuchung der bekannten Gewänder, wie der beiden in Mancheng gefundenen, hat gezeigt, dass diese Regeln nicht immer befolgt wurden. In Anbetracht der enormen Größe des Landes und der relativ langsamen Verbreitung von Informationen überrascht es nicht, dass die für die Bestattungsgewänder aus Jade verwendeten Materialien und Techniken gelegentlich von den offiziellen Richtlinien abwichen.
Die Herstellung eines Jadebestattungsanzugs war extrem teuer und nur reiche Aristokraten konnten es sich leisten, darin begraben zu werden. Darüber hinaus war der Herstellungsprozess eines Anzugs arbeitsintensiv und es wird geschätzt, dass die Fertigstellung eines einzigen Anzugs mehrere Jahre dauerte.
Trotz ihrer Schönheit und kulturellen Bedeutung waren Jade-Bestattungsanzüge nicht ohne praktische Herausforderungen. Da sie vollständig aus Jade gefertigt waren, waren sie schwer, schwer zu bewegen und der Transport erforderte viel Kraft und Mühe. Darüber hinaus waren die Anzüge oft zu klein, um dem tatsächlichen Körper des Verstorbenen zu passen, und wurden stattdessen auf eine hölzerne Puppe oder eine Holzform gelegt, die mit dem Jade-Bestattungsanzug in das Grab gelegt wurde.

## Geschichte

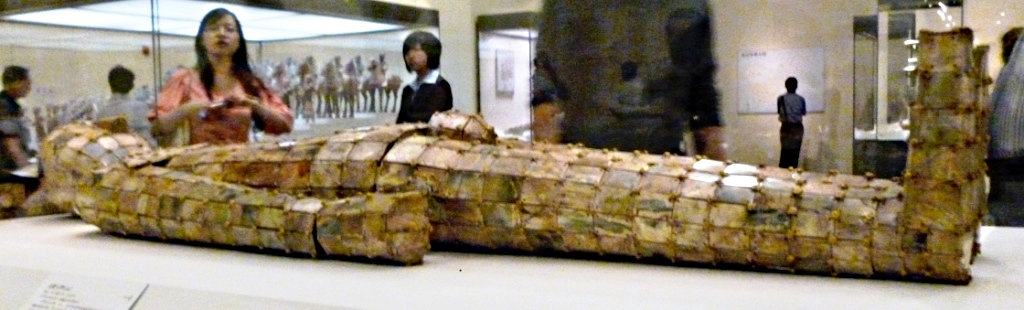
Jade-Totengewand für den König von Zhongshan, Liu Xiu (gest. 57 v. Chr.), im Chinesischen Nationalmuseum, Beijing, China

Archäologen wussten viele Jahre lang nichts von der Existenz von Grabbeigaben aus Jade. In den Texten wurde auf Jadekästchen oder -hüllen für Leichen hingewiesen, aber man verstand nicht, dass es sich dabei um Ganzkörperbehänge oder Leichengewänder aus Jadeplatten handelte.
Die Entdeckung zweier vollständiger Jadebehänge in den Gräbern von Liu Sheng und Dou Wan in Mancheng, Hebei, im Jahr 1968 bewies schließlich ihre Existenz. Die Jadegewänder von Liu Sheng und Dou Wan bestanden aus 2.498 Platten aus massiver Jade, die mit 1,25 kg Golddrähten verbunden waren.
Heute geht man davon aus, dass Grabbeigaben aus Jade unter den reichsten Aristokraten der Han-Dynastie relativ verbreitet waren, dass aber im Laufe der Jahre die meisten davon durch Grabräuber verloren gingen.
In Quwo wurden Gräber aus der Zeit der Frühlings- und Herbstannalen entdeckt, welche den Herzögen des Staates Jin gehörten. Die Leichname der Herzöge waren mit kleinen Jadestücken bedeckt, die einst mit Seide verwoben waren.
Seit der Entdeckung der ersten Grabbeigaben aus Jade gab es viele weitere Funde. 1973 wurde in Dingxian in der Provinz Hebei eine Grabbeigabe aus Jade entdeckt, die Prinz Huai aus der Westlichen Han-Dynastie gehörte. Sie bestand aus 1.203 Stücken Jade und 2.580 Gramm Goldfäden.
1983 wurde im Grab von Zhao Mo, dem zweiten König von Nan-Yue, in Guangzhou eine Grabbeigabe aus Jade gefunden. Der rote Seidenfaden, mit dem die 2.291 Jadeplatten zusammengehalten wurden, ist der Verbindung Zhao Mos mit der örtlichen Kultur geschuldet. Das Gewand wird im Museum des Mausoleums des Königs von Nanyue aus der Zeit der Westlichen Han-Dynastie ausgestellt.

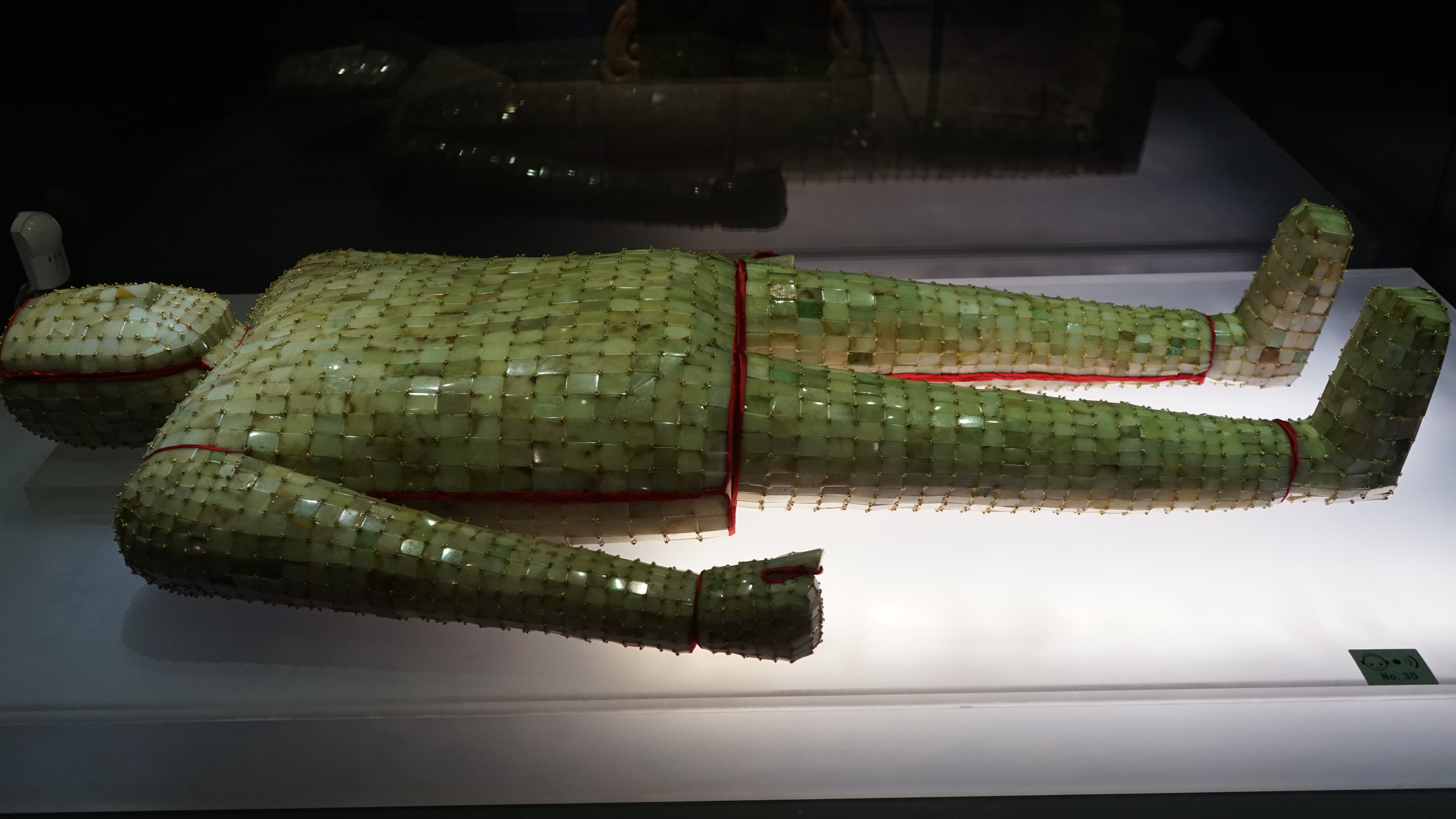
Jade-Totengewand des Königs von Chu, Liu Wu, in Xuzhou

1991 wurde aus einer Gruppe monumentaler Gräber des Königs von Chu, Liu Wu, in Xuzhou eine Grabbeigabe aus Jade ausgegraben. Dieses prachtvolle, lebensgroße Grabgewand aus Jade und Gold ist nahezu unversehrt erhalten geblieben und besitzt daher einen hohen künstlerischen Wert.

## Galerie

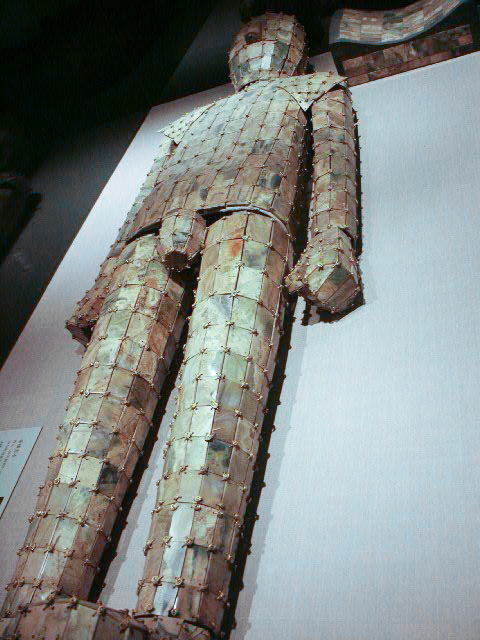
Jade-Totengewand aus der Han-Dynastie im Chinesischen Nationalmuseum, Beijing
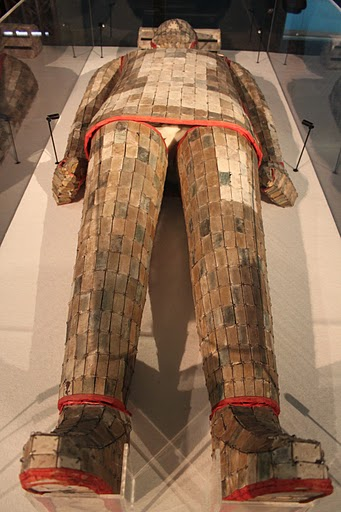
Jade-Totengewand im Henan-Museum, Zhengzhou
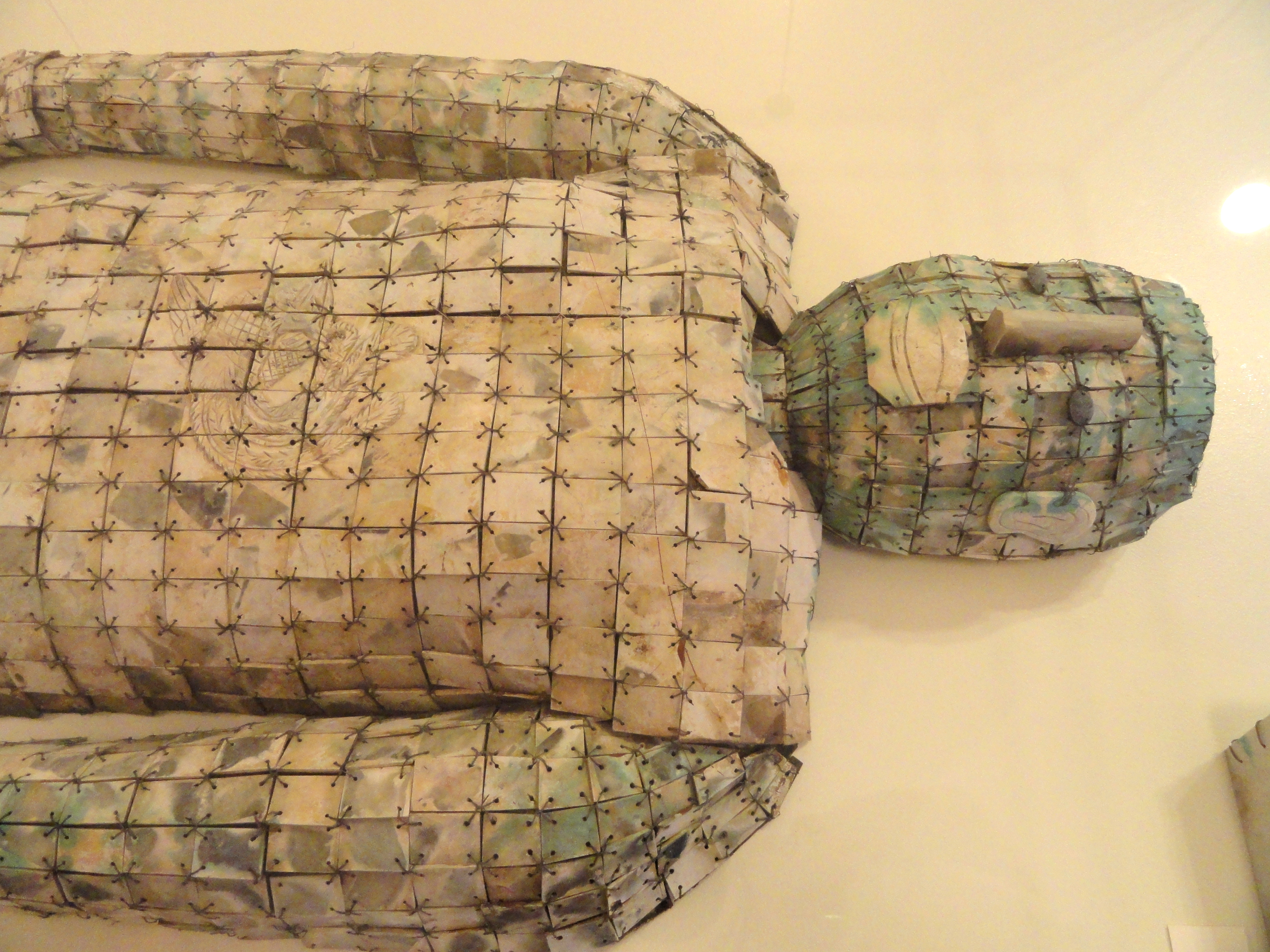
Detail eines Jade-Totengewands mit ersetzten Kupferdrähten im George Walter Vincent Smith Art Museum in Springfield, Massachusetts
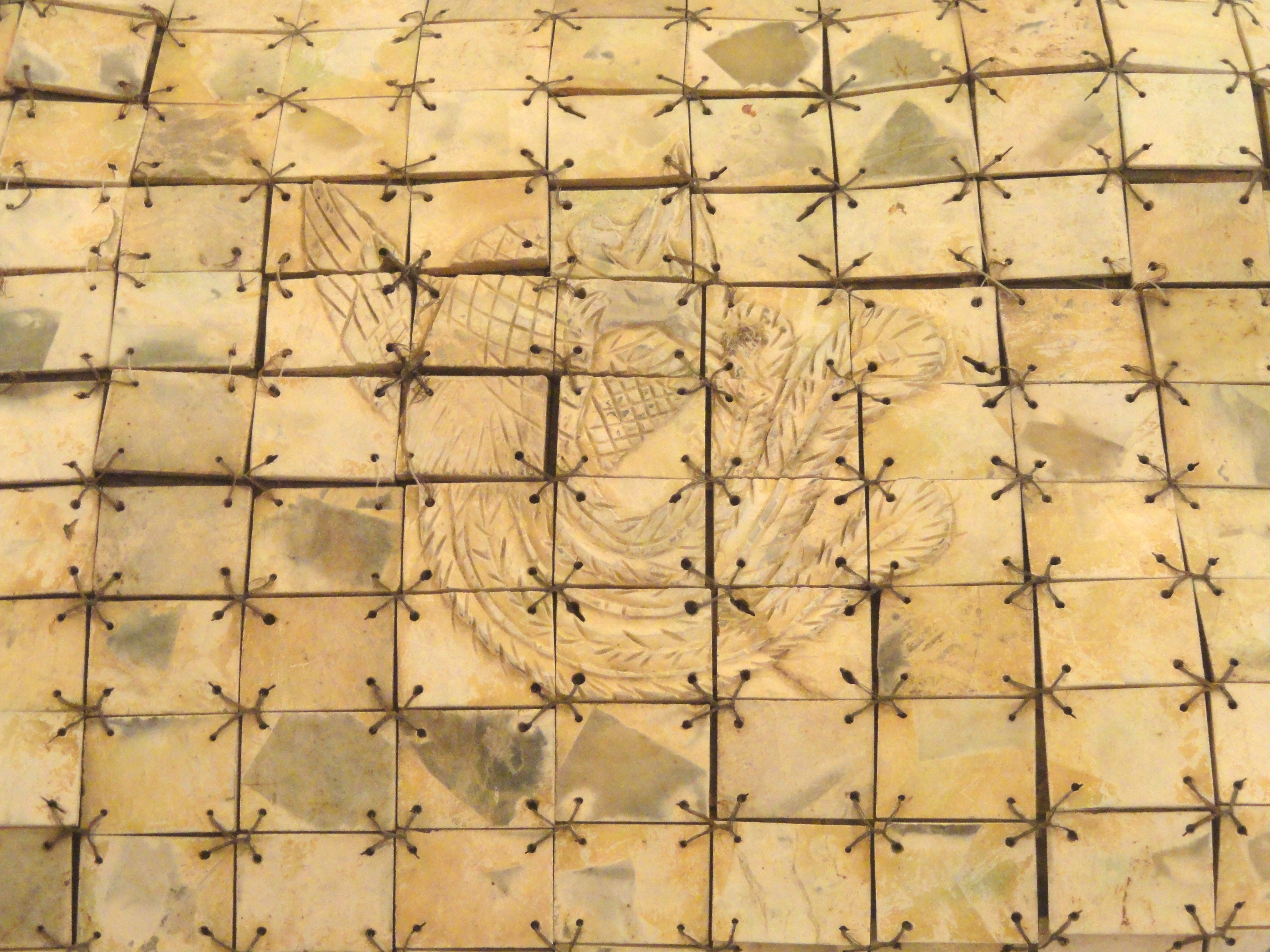
Nahaufnahme des Jade-Totengewands mit ersetzten Kupferdrähten im George Walter Vincent Smith Art Museum
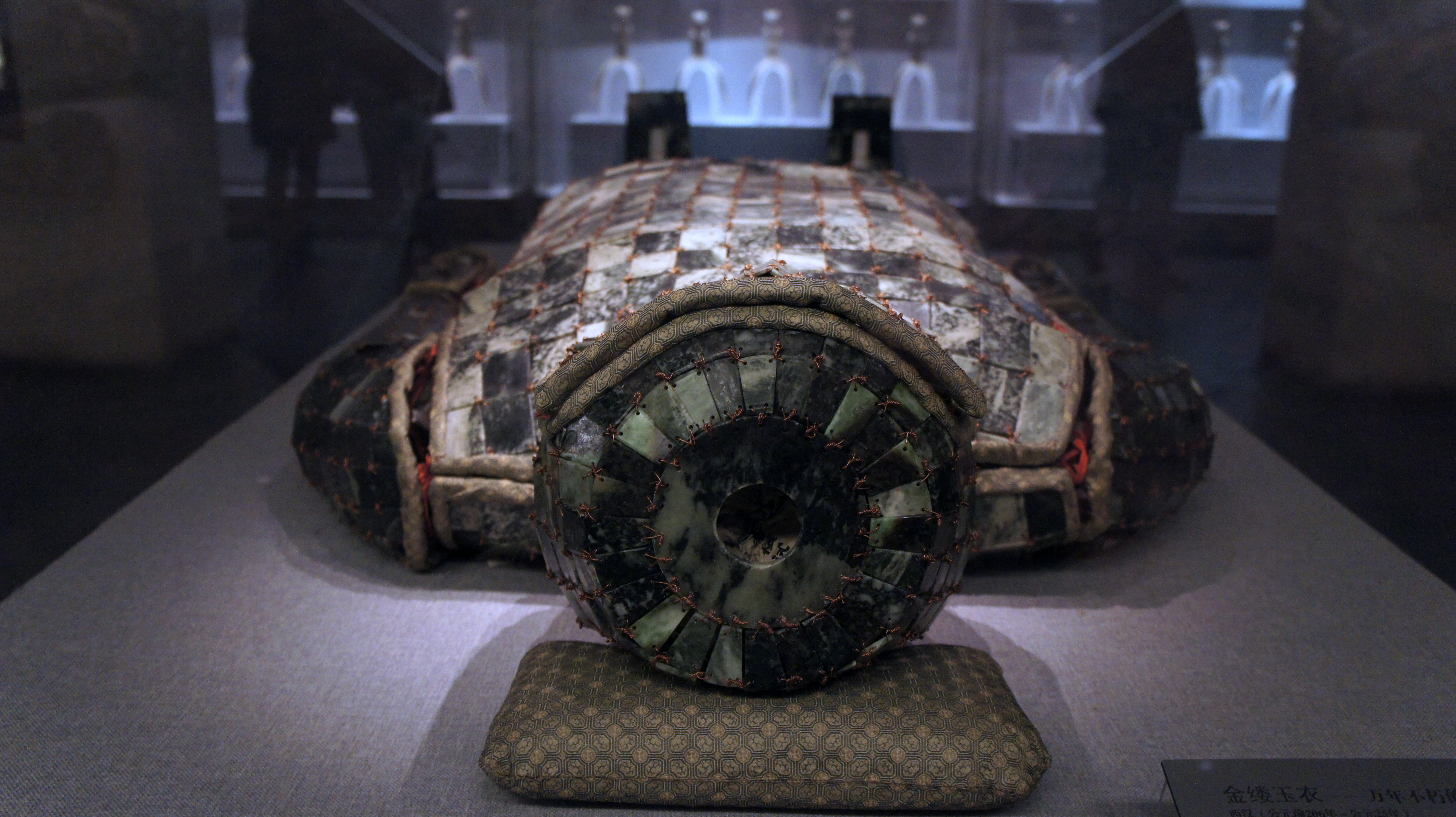
Detail des Kopfteils des Jade-Grabanzugs von Liu Sui, Prinz von Liang, der Westlichen Han-Dynastie
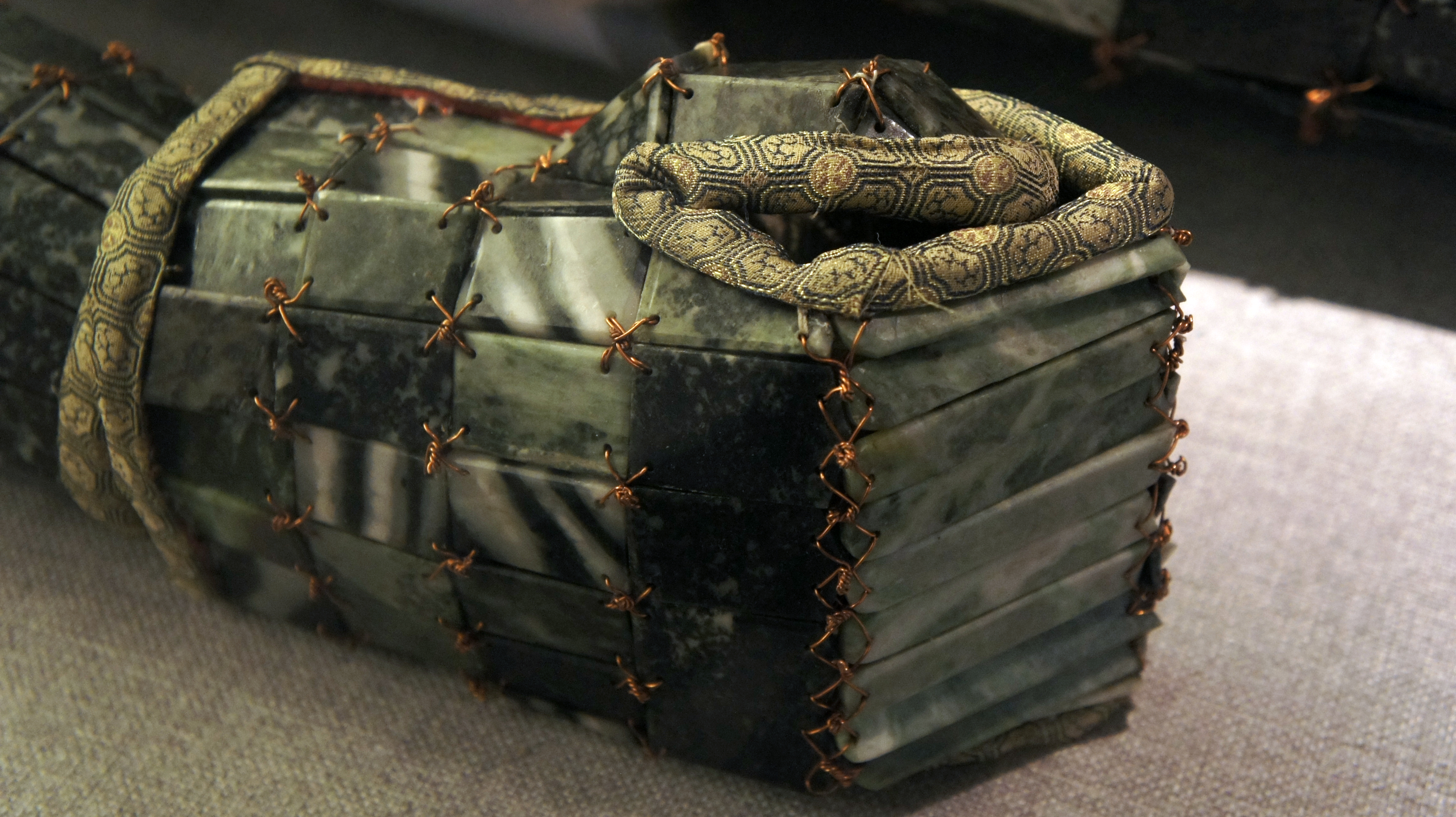
Detail des Handabschnitts des Jade-Grabbeigabensatzes von Liu Sui, Prinz von Liang, aus der Westlichen Han-Dynastie